# Jwar Bhata
Jwar Bhata è un film del 1944 diretto da Amiya Chakrabarty.

## Trama
Durgadas Prasad è un ricco proprietario di un mulino che, per gestire il suo lavoro d'ufficio, assume una segretaria. Passato del tempo la segretaria si innamora di Billoo, il nipote separato di Durgadas.